# CD Huachipato
Club Deportivo Huachipato – chilijski klub piłkarski z siedzibą w mieście Talcahuano leżącym w regionie Biobío.

## Historia
Klub założony został 7 czerwca 1947 i gra obecnie w pierwszej lidze chilijskiej (Primera División). W latach 1956 i 1964 dwukrotnie zdobył mistrzostwo regionu Biobío. Najważniejszym rywalem (Clásico Rival) Huachipato jest klub Deportes Naval.

## Osiągnięcia

### Krajowe
- Primera División

| zwycięstwo (3):     | 1974, 2012 (C), 2023 |
| drugie miejsce (0): | –                    |

- Copa Chile

| zwycięstwo (0):     | –       |
| drugie miejsce (1): | 2013/14 |

## Stadion
Swoje mecze domowe Huachipato rozgrywa na oddanym do użytku w 1960 roku stadionie Estadio Las Higueras, mogącym pomieścić około 10000 widzów.